# Осада Зары
Осада Зары — первая военная акция, предпринятая в ходе Четвёртого крестового похода и первое в истории крестовых походов нападение крестоносцев на католический город. Нападение на Зару (современный хорватский Задар) состоялось по инициативе Республики Венеция, так как город был её серьёзным соперником в морской торговле на Адриатике. После осады, произошедшей (10—23 ноября 1202 года), город был взят и разграблен, невзирая на письма папы Иннокентия III, который угрожал крестоносцам отлучением в случае разорения католического города.

## Предыстория
Вскоре после своего избрания папой в 1198 году Иннокентий III опубликовал несколько энциклик с призывами к крестовому походу. План нового похода, в отличие от неудавшихся второго и третьего, предусматривал высадку армии в дельте Нила, захват её и превращение в базу для дальнейшего наступления на Палестину. Папский призыв был поначалу прохладно принят правящими семействами Европы, однако к 1200 году была собрана армия примерно в 35 000 солдат.
В 1201 году дож Венеции Энрико Дандоло подписал с послами крестоносцев договор, по которому Венеция присоединялась к участию в крестовом походе, и обязывалась перевезти 4500 рыцарей, 9000 оруженосцев и 20000 пехотинцев за 85 тысяч марок серебром. В июне 1202 года корабли уже были готовы, но лишь около 12 тысяч крестоносцев добралось до Венеции. Прочие отправились другим путём или задерживались, тогда как сумму за перевозку надо было выплатить целиком, а находившаяся в Венеции армия смогла собрать только 51 тысячу марок. После того, как находящаяся на острове Лидо армия начала испытывать нужду, а поход как таковой оказался под угрозой срыва, дож предложил крестоносцам отсрочку. Венецианцы соглашались подождать с выплатой оставшейся суммы до первых успехов крестового похода при условии помощи в овладении далматинским городом Зара. Задар был главным соперником Венеции в морской торговле на Адриатике и в XII—XIII веках был на передней линии борьбы между Венецией и Венгерским королевством, многократно переходя из рук в руки, причём жители города отдавали предпочтение венгерской короне, которая предоставляла им существенно большую степень автономии. В 1180 году Задар в очередной раз передался под власть Венгрии, признав королём Белу III, а в 1190 году даже разбил в морском сражении венецианский флот. Парадокс ситуации состоял в том, что правящий в Венгрии король Имре также принял крест, в то время как основное войско крестоносцев напало на его подданных.
Несмотря на запрет папы поднимать оружие против христиан и на протест части знатных и рядовых «пилигримов», покинувших затем лагерь и вернувшихся на родину или продолживших путь в Палестину самостоятельно (среди них был, например, Симон де Монфор, 5-й граф Лестер, будущий предводитель крестового похода против альбигойцев), большая часть армии крестоносцев в начале октября 1202 года покинула Лидо на кораблях.

## Осада и последствия
Флот состоял из 72 галер и 140 грузовых судов. По сообщению Жоффруа де Виллардуэна на кораблях также находилось «более трехсот баллист, катапульт и множество других орудий, которые нужны для взятия города». Всего армия насчитывала около 20 тысяч человек, половина из них была крестоносцами, половина — венецианцами. 10 ноября флот подошёл к Задару. Гавань была перекрыта цепями, но кораблям крестоносцев удалось прорвать их и высадиться у стен города. Виллардуэн описывал осаждённый город с восторгом: «Пилигримы увидели город, укрепленный высокими стенами и величавыми башнями. Тщетно они стали искать какой-нибудь город более прекрасный, более укрепленный и более процветающий».
По сообщению Виллардуэна сначала с горожанами около недели велись переговоры, которые не увенчались успехом. Осада продлилась около пяти дней, 24 ноября город был взят и разграблен. Укрепления города были разрушены. Поскольку наступала зима, то экспедиция осталась в Задаре на зимовку, причём между крестоносцами и венецианцами постоянно вспыхивали стычки, порой перераставшие в настоящие боестолкновения с жертвами.
Папа Иннокентий III, как и обещал, отлучил зимой 1203 года всех участников разграбления христианского Задара от Церкви, но вскоре по политическим мотивам сменил гнев на милость, формально оставив в силе отлучение венецианцев — инициаторов вероломного захвата, и разрешив крестоносцам в дальнейшем пользоваться венецианским флотом для отправки своих отрядов на завоевание Константинополя.